# Severna Evropa
Severna regija Evrope ima več definicij. Omejevalna definicija lahko opisuje severno Evropo kot približno severno od južne obale Baltskega morja, ki je približno 54°S, ali pa lahko temelji na drugih geografskih dejavnikih, kot sta podnebje in ekologija.

## Podnebje
Podnebje je večinoma oceansko (Cfb), vlažno celinsko (Dfb), subarktično (Dfc in Dsc) in tundra (ET).

## Geografija
Severno Evropo bi lahko v grobem opredelili tako, da vključuje nekatera ali vsa naslednja območja: Britansko otočje, Fenoskandija, polotok Jutland, baltska nižina, ki leži na vzhodu in številni otoki, ki ležijo na morju od celinske severne Evrope. V nekaterih primerih je vključena tudi Grenlandija, čeprav je le politično evropska, sestavlja del Kraljevine Danske in se geografsko ne šteje za Evropo.
Območje je delno gorato, vključno s severnimi vulkanskimi otoki Islandijo in Jan Mayen ter gorato zahodno obalo, Škotsko in Skandinavijo, pogosto pa vključuje tudi del velike nižine vzhodno od Baltskega morja.
Zalivski tok vsaj malo vpliva na podnebje celotne regije. Od zahoda se podnebje razlikuje od morskega in morskega subarktičnega podnebja. Na severu in v osrednjem delu je podnebje na splošno subarktično ali arktično, na vzhodu pa je podnebje večinoma subarktično in zmerno/celinsko.
Tako kot sta podnebje in relief po vsej regiji spremenljiva, je spremenljiva tudi vegetacija, z redko tundro na severu in visokimi gorami, borealnim gozdom v severovzhodnih in osrednjih regijah zmernimi iglastimi gozdovi (prej jih je bila večina na Škotskem Višavje in jugozahodna Norveška) in zmerni širokolistni gozdovi, ki rastejo na jugu, zahodu in zmernem vzhodu.

## Klasifikacije
Obstajajo različne definicije Severne Evrope, ki vedno vključujejo nordijske države, pogosto Britansko otočje in/ali baltske države ter včasih Grenlandijo, severno Nemčijo, severno Belorusijo in severozahodno Rusijo.

### Klasifikacija geosheme ZN
Geoshema Združenih narodov je sistem, ki ga je zasnoval Statistični oddelek Združenih narodov (UNSD), ki deli države sveta v regionalne in subregionalne skupine, ki temeljijo na klasifikaciji kodiranja M49. Razdelitev je statistično priročna in ne pomeni nobene predpostavke glede politične ali druge pripadnosti držav ali ozemelj.
V geoshemi ZN so naslednje države razvrščene kot Severna Evropa:
- Danska
- Estonija
- Finska
- Islandija
- Irska
- Latvija
- Litva
- Norveška
- Švedska
- Združeno kraljestvo

kot tudi odvisna območja:
- Åland
- Kanalski otoki
  - Guernsey
  - Jersey
- Ferski otoki
- otok Man
- Svalbard in Jan Mayen

### EuroVoc
EuroVoc je večjezični tezaver, ki ga vzdržuje Urad za publikacije Evropske unije in podaja definicije izrazov za uradno uporabo. V definiciji severne Evrope so vključene naslednje države:
- Estonija
- Latvija
- Litva
- Danska
- Finska
- Islandija
- Norveška
- Švedska

kot tudi odvisno območje:
- Ferski otoki

V tej klasifikaciji so Jersey, Guernsey, otok Man, Združeno kraljestvo in Irska vključeni v Zahodno Evropo.

### CIA World Factbook
V CIA World Factbook opis vsake države vključuje informacije o lokaciji pod naslovom Geografija, kjer je država razvrščena v regijo. Naslednje države so vključene v njihovo klasifikacijo Severna Evropa:
- Danska
- Finska
- Islandija
- Norveška
- Švedska

kot tudi odvisna območja:
- Ferski otoki
- Jan Mayen
- Svalbard

V tej klasifikaciji so Jersey, Guernsey, otok Man, Združeno kraljestvo in Irska vključeni v Zahodno Evropo , medtem ko so Estonija, Latvija in Litva vključene v Vzhodno Evropo.

### Svetovna geografska shema za beleženje razširjenosti rastlin
Svetovna geografska shema za beleženje razširjenosti rastlin je biogeografski sistem, ki ga je razvila mednarodna organizacija za standarde informacij o biotski raznovrstnosti (TDWG), prej Mednarodna delovna skupina za taksonomske baze podatkov. Standardi WGSRPD so bili tako kot drugi standardi za podatkovna polja v botaničnih zbirkah podatkov razviti za spodbujanje »širšega in učinkovitejšega razširjanja informacij o svetovni dediščini bioloških organizmov v dobrobit sveta na splošno«. Sistem zagotavlja jasne definicije in kode za beleženje porazdelitve rastlin na štirih lestvicah ali ravneh, od »botaničnih celin« do delov velikih držav. Naslednje države so vključene v njihovo klasifikacijo severne Evrope:
- Danska
- Finska
- Islandija
- Irska
- Norveška
- Švedska
- Združeno kraljestvo

kot tudi odvisna območja:
- Åland
- Ferski otoki
- Otok Man
- Jan Mayen
- Svalbard

## Demografija
Države v severni Evropi imajo na splošno razvita gospodarstva in nekatere najvišje življenjske standarde na svetu. Pogosto imajo visoke ocene v raziskavah, ki merijo kakovost življenja, kot je indeks človekovega razvoja. Poleg Združenega kraljestva imajo na splošno majhno število prebivalcev glede na njihovo velikost, ki večinoma živijo v mestih. Kakovost izobraževanja v večjem delu severne Evrope je visoko ocenjena na mednarodnih lestvicah, pri čemer sta Estonija in Finska na vrhu seznama med državami OECD v Evropi.

### Jezik
Germanski jeziki so zelo razširjeni v Severni Evropi, pri čemer so severnogermanski jeziki najpogostejši prvi jezik na Ferskih otokih (ferščina), Islandiji (islandščina), na Danskem (danščina), Norveški (norveščina) in Švedska (švedščina). Zahodnogermanski jezik angleščina je najpogostejši prvi jezik na Jerseyju, Guernseyju, otoku Man, v Združenem kraljestvu in Republiki Irski, vendar se zahodnogermanski jezik škotščina govori tudi kot manjšinski jezik v delih Škotske in Irske. Poleg tega sta finska jezika, finščina in estonščina, najpogostejša prva jezika Finske oziroma Estonije. Baltska jezika litovščina in latvijščina sta najpogostejša prva jezika Litve oziroma Latvije. Na Britanskem otočju se govorijo številni keltski jeziki, vključno z britonsko valižanščino ter goidelsko škotsko galščino in irščino. Keltska jezika Cornish in Manx sta bila oživljena, odkar sta bila označena kot izumrla, in se zdaj govorita v omejenem obsegu v Cornwallu oziroma na otoku Man. Normanska jezika Jèrriais in Guernésiais se govorita na Jerseyju in Guernseyju, čeprav sta navedena kot ogrožena zaradi vse večjega pomena angleščine na otokih.
Čeprav niso najpogostejši prvi jeziki v nobeni državi, se jeziki Sámi, kot so severni Sámi, lule Sámi in južni Sámi, govorijo v transnacionalni regiji Sápmi in so navedeni kot ogroženi.

### Religija
V zgodnjem srednjem veku se je rimskokatoliška cerkev razširila v Severno Evropo in širila krščanstvo med germanskimi ljudstvi. Krščanstvo je v poznejših stoletjih doseglo ljudstva Skandinavije in baltske regije. Latinska abeceda se je skupaj z vplivom zahodnega krščanstva razširila proti severu iz Rima, kar je privedlo do pisane angleščine, nemščine, nizozemščine, danščine, norveščine, švedščine, islandščine, latvijščine, estonščine, finščine in samskih jezikov. Samiji so bili zadnja ljudstva, ki so se spreobrnila v 18. stoletju.
Med reformacijo, ki se je po nekaterih bolj ohlapnih definicijah regije začela v Severni Evropi, je bil protestantizem v Severni Evropi sprejet v obsegu, ki ga v drugih delih Evrope ni bilo mogoče videti, in velika večina severnoevropskih držav je po kateri koli definiciji večinoma protestantskih zgodovinsko gledano, čeprav jih mnogi ne prakticirajo. Narašča tudi število nevernih ljudi in ljudi drugih veroizpovedi, zlasti muslimanov, zaradi odprte politike priseljevanja. V Združenem kraljestvu je zaradi velike južnoazijske diaspore tudi precejšnje število indijskih religij, kot so hindujci in sikhi.

## Regionalno sodelovanje
Skupino Hansa v Evropski uniji sestavlja večina severnoevropskih držav in Nizozemska.